# 夏至草属
夏至草属（学名：Lagopsis）是唇形科下的一个属，为矮小、多年生草本植物。该属共有4种，主要分布于亚洲北部。